# Wassenaar
Wassenaar es una ciudad considerada de clase alta y también un municipio costero de los Países Bajos, en la provincia de Holanda Meridional, al oeste del país y cerca de La Haya. Su población a 1 de enero de 2012 es de 25.731 habitantes.

## Geografía
El municipio de Wassenaar ocupa un área de 62,50 km² (de los cuales 11,65 km² están cubiertos por agua). La ciudad se encuentra 10 km al norte de La Haya por la autopista N44, cerca del mar del Norte. Forma parte de la llamada Haaglanden, o conurbación de La Haya y de la región metropolitana Rotterdam-La Haya. En la práctica, Wassenaar funciona como un suburbio acomodado de La Haya.
Además de La Haya al sur, los otros municipios colindantes son Katwijk al norte, Leiden al nordeste, Voorschoten al este y Leidschendam-Voorburg al sureste. Al oeste del municipio se encuentra el mar del Norte.

## Historia
Es tradición que San Willibrord en su viaje a los Países Bajos desembarcó en Wassenaar, justamente en el lugar donde hoy se alza una iglesia románica del siglo XII (en aquel entonces no se habían formado aún las altas dunas situadas al oeste de la ciudad).
Wassenaar permaneció durante siglos como una pequeña localidad sin nada notable, perteneciente a la familia aristocrática de los van Wassenaer. La ciudad solo empezó a ganar notoriedad en el siglo XIX, cuando Luis Bonaparte ordenó la construcción del Heerweg (camino militar) entre La Haya y Leiden, hoy integrado en la ciudad. Hacia 1840, el príncipe Federico, segundo hijo del rey Guillermo I hizo construir el palacio De Paauw ("el Pavo real"), en el que vivió muchos años y que hoy sirve como sede del Ayuntamiento. Con la construcción, en 1907, del ferrocarril entre La Haya y Scheveningen, Wassenaar comenzó a convertirse en un lugar favorito de residencia para las clases acomodadas de La Haya.
De septiembre de 1944 a marzo de 1945, Wassenaar albergó algunas de las plataformas de lanzamiento de los cohetes V-2 que la Luftwaffe dirigía contra Londres. Como reliquias de la Segunda Guerra Mundial quedan hoy en las playas de Wassenaar varios búnkeres y cerca de mil metros de galerías subterráneas que los conectan. Todo el conjunto está declarado hoy refugio para murciélagos y cerrado al público.
Desde 1937 y hasta su cierre por razones económicas en 1985, Wassenaar albergó un importante parque zoológico, el Dierenpark Wassenaar, conocido por sus colecciones de simios y de felinos y por su enorme aviario.
En 1999 se firmó en esta ciudad el llamado Acuerdo de Wassenaar, por el que se constituía una asociación de Estados para el control de exportaciones de armas convencionales y de bienes y tecnología de doble uso, de la que hoy forman parte 41 países (entre ellos España), aunque la sede operativa del organismo está en Viena.

## Wassenaar en la actualidad
Wassenaar es hoy, como lo ha sido desde los tiempos del príncipe Federico, lugar de residencia de personalidades oficiales. El rey de los Países Bajos, Guillermo Alejandro, y su esposa Máxima Zorreguieta residió hasta 2014 en la Villa Eikenhorst de Wassenaar, donde Máxima trabajaba en uno de los colegios de élite de la localidad.
Además, en Wassenaar se sitúan varias residencias de embajadas extranjeras, y en general hay una importante comunidad de diplomáticos y hombres de negocios de otros países, favorecida por la proximidad a la sede en La Haya de diversos organismos internacionales y por la existencia en la localidad de varios colegios internacionales. En Wassenaar tiene también su sede el Instituto Holandés de Estudios Avanzados en Humanidades y Ciencias Sociales (NIAS, por sus siglas oficiales en inglés), que proporciona facilidades de investigación a académicos holandeses y extranjeros.